# Карлтон, Стив
Стивен Норман Карлтон (англ. Steven Norman Carlton, род. 22 декабря 1944 года) по прозвищу Лефти — американский профессиональный бейсболист, выступавший в Главной лиге бейсбола на позиции питчера. За свою профессиональную карьеру в МЛБ с 1965 по 1988 год он выступал за шесть разных команд, однако наибольших успехов добился в «Филадельфии Филлис», во время выступления за которую он стал обладателем четырёх наград Сая Янга. За его заслуги в 1994 году он был включён в Бейсбольный зал Славы.
Карлтон занимает второе место среди леворуких питчеров (четвёртое общее) по количеству сделанных страйк-аутов и второе место среди леворуких питчеров (11 общее) по количеству одержанных побед за карьеру. Он был первым питчеров в истории МЛБ, завоевавшим четыре приза Сая Янга. С 1982 по 1984 год он удерживал рекорд МЛБ по количеству сделанных страйк-аутов, пока его достижение не превзошёл Нолан Райан. Одним из его самых запоминающихся сезонов стал 1972 год, когда он одержал 27 побед — почти половину из одержанных «Филлис» в том сезоне. Стив Карлтон является последним питчером в истории Национальной лиги, одержавшим 25 или более побед в одном сезоне, а также последним питчером в лиге, отыгравшим более 300 иннингов за сезон. Ему также принадлежит рекорд МЛБ по количеству баксов за карьеру — 90, что вдвое больше, чем у занимающего второе место Боба Уэлша.